# Ivana Maria Furtado
Ivana Maria Furtado (ur. 16 marca 1999 w Goa) – indyjska szachistka, mistrzyni międzynarodowa od 2012 roku.

## Kariera szachowa
W szachy gra od trzeciego roku życia. Pierwszy turniej w życiu rozegrała w wieku 5 lat i 3 miesięcy. W grudniu 2005 r. zdobyła brązowy medal mistrzostw Azji juniorek do 8 lat, rozegranych w New Delhi, natomiast w sierpniu 2006 r. w tych samych mistrzostwach zajęła w Teheranie II miejsce. W tym samym roku została w Batumi pierwszą mistrzynią świata juniorek do 8 lat, w 2007 r. broniąc tego tytułu w Kemerze. W 2007 r. zdobyła również dwa złote medale (indywidualnie oraz drużynowo) na rozegranych w Grecji mistrzostwach świata szkół. W 2008 r. odniosła kolejne sukcesy: złoty medal w mistrzostwach świata szkół (w Singapurze) oraz wicemistrzostwo Azji juniorek do 10 lat (w Teheranie). W 2009 r. zdobyła w Antalyi tytuł wicemistrzyni świata juniorek do 10 lat, natomiast w 2010 r. w Porto Carras – tytuł wicemistrzyni świata do 12 lat.
Najwyższy ranking w dotychczasowej karierze osiągnęła 12 października 2012 r., z wynikiem 2119 punktów zajmowała wówczas 25. miejsce wśród indyjskich szachistek.
W 2007 r. została wpisana do księgi rekordów Limca Book of Records jako najmłodsza indyjska mistrzyni świata w jakiejkolwiek dyscyplinie sportowej (tytuł zdobyła mając 7 lat i 226 dni).